# Jan Velte
Jan Velte (* 2. April 1976 in Wuppertal) ist ein ehemaliger Rollhockeyspieler und Nationalspieler  der deutschen Rollhockey-Nationalmannschaft.

## Sportlicher Werdegang
Nach ersten Versuchen im Tischtennis und Feldhockey entschied sich Velte später für den Rollhockeysport und trat 1987 dem RSC Cronenberg bei. Dort spielte er durchgehend bis zu seinem Karriereende im Jahr 2012 erfolgreich in allen Jugendmannschaften und in der Herrenmannschaft.
Velte war sehr ehrgeizig und trainierte zusammen mit seinen gleichaltrigen Clubkameraden Marc Berenbeck, Marcus Schwieren und Sven Laffien auch außerhalb der offiziellen Trainingszeiten in der Halle des RSC. Ab 1990 wurde er regelmäßig in die Juniorenauswahlmannschaften U17 und U20 des DRIV berufen und gewann 1994 die Mannschafts-Bronzemedaille bei der Rollhockey-U20-Europameisterschaft in Wuppertal.
Bereits als Sechzehnjähriger gab Velte 1992 sein Debüt in der Bundesligamannschaft des RSC Cronenberg. Mit dem Herrenteam vom RSC errang er zehn Deutsche Meisterschaften und acht DRIV-Pokalsiege, darunter in den Jahren 2001, 2002 und 2010 jeweils das Double. Weitere internationale Erfahrungen sammelte er mit dem RSC Cronenberg im Europapokal der Vereinsmannschaften in den Jahren 1997, 2011 und 2012.
Erstmals im Jahr 1995 wurde Velte in die Nationalmannschaft berufen und nahm mit dem Nationalteam an zahlreichen Rollhockey-Weltmeisterschaften, Rollhockey-Europameisterschaften, World Roller Games sowie anderen internationalen Rollhockeyturnieren teil. Ab dem Jahr 2000 fungierte Velte im Nationalteam bis zu seinem Karriereende als Teamkapitän. Im Jahr 2005 nahm er mit dem deutschen Nationalteam an dem ältesten und einem der wichtigsten Rollhockeyturniere weltweit, dem Nations Cup im Roller Hockey teil und errang mit der Mannschaft den 5. Platz.
Sein persönlich größter Erfolg auf internationaler Ebene war der Gewinn der Bronzemedaille bei den Rollhockey-Weltmeisterschaften im Rahmen der World Games 2001 in Akita/Japan.
Im Jahr 2012 beendete Jan Velte seine sportliche Karriere beim RSC Cronenberg und im Nationalteam.
Von Andreas Paczia, damaliger Sportlicher Leiter des  RHC Basel und ehemaliger Mannschaftskamerad beim RSC Cronenberg, ließ Velte sich Ende 2012 zu einem Rücktritt vom Rücktritt überzeugen und wechselte für zwei Spielzeiten nach Basel in die Schweiz.